# Lee Christiernsson
Lee Christiernsson, tidigare Björn Christiernsson, född 18 oktober 1974 i Stockholm, är en svensk snickare och programledare, som bland annat varit en av programledarna i bygg- och inredningsprogrammet Äntligen hemma. 

## Biografi
Efter att ha genomgått Bygg- och anläggningsprogrammet på gymnasiet bedrev Christiernsson studier i ekonomi och startade egen byggfirma som hen drev i tio år. 
Christiernsson var med som deltagare i Fear Factor 2002. Två år senare gjorde hen sig känd som  snickarprofil i Äntligen hemma på TV4 från 2004 till 2015, sedan fortsatte karriären på TV3 där hen arbetat med program som Pluras Paradis, Husräddarna och Kan vi hjälpa till. Christiernsson skriver också för tidningen Vi i Villa, och medverkade i Fångarna på fortet 2014.
Christiernsson är barnbarn till Carl-Axel Christiernsson, Rolf Husberg och Ninni Löfberg. Hen har varit gift med Karolina Heurén som tillsammans med Lee Christiansson medverkat i Herr och fru (2011) och dokumentären Att bli Lee (2023). De har två döttrar tillsammans.
I dokumentären Att bli Lee berättar Christiernsson att hen lider av könsdysfori och om sin väg till att leva öppet som den ickebinära Lee. Programmet sändes på TV4 i februari 2023.
2024 släpptes Christiernssons självbiografi För alltid Lee (medförfattare Marie-Anne Knutas) på Bokförlaget Forum. Boken nominerades till Prisma Litteraturpris i kategorin Årets Biografi.
Christiernsson var nominerad till Årets HBTQ på QX-galan 2024.
Under 2025 sändes programmet Lee söker kärleken på SVT Play, där Christiernssons resa mot att hitta kärleken visades i sex avsnitt. Där träffade hen sin nuvarande flickvän, veterinären Petra Lindvall.